# Doodlez
Pour les articles homonymes, voir Gribouille.
Doodlez (ou Gribouille en VF) est une série télévisée d'animation canadienne en 50 épisodes de 1 à 2 minutes créée par Gretha Rose et Sean Scott et diffusé entre 2002 et 2004 sur Teletoon.
Au Québec, la série a été diffusée en 2008 sur VRAK.TV et en France sur Télétoon+.

## Synopsis
Cette série met en scène les aventures de Dood et la main.

## Personnages
- Dood : Le personnage principal, il est un petit garçon canadien qui est dessiné par la main.
- La main : Une main qui fait des dessins et qui a dessiné Dood.

## Commentaires
La série a déjà été gagnante du Gemini Award pour la meilleure série.